# Revue (police de caractères)
Pour les articles homonymes, voir Revue (homonymie).
Revue est une police de caractères sans empattements dessinée en 1968-1969 par Colin Brignall pour Letraset.
Dans les années 1970, elle fut utilisée par TF1 pour ses messages défilants, agrémentant la pendule de la chaîne.